# ピアノ三重奏曲第2番 (メンデルスゾーン)
ピアノ三重奏曲第2番 ハ短調 作品66 は、フェリックス・メンデルスゾーンが作曲した2番目のピアノ三重奏曲。ヴァイオリニストであり作曲家のルイ・シュポーアに献呈された。

## 概要
メンデルスゾーンの室内楽曲は最も多く書かれた弦楽四重奏曲を筆頭に、モーツァルトよりもベートーヴェン的な作風が目立っていることが窺える。
第2番はシューマンによって「ベートーヴェン以来、もっとも偉大なピアノ三重奏曲」と評価された第1番の6年後、最晩年の1845年頃にライプツィヒで完成されたと推測されている（詳しい作曲場所は不明）。

## 構成
4楽章の構成で、演奏時間は約31分。
- 第1楽章 アレグロ・エネルジコ・エ・コン・フォーコ
ハ短調、4分の4拍子、ソナタ形式。
暗い情念を秘めたような重々しい第1主題と、その思いをやや解放させた第2主題によって、エネルギッシュに展開されていく。
- 第2楽章 アンダンテ・エスプレッシーヴォ
変ホ長調、8分の9拍子、三部形式。
美しく情熱的な緩徐楽章。
- 第3楽章 スケルツォ：モルト・アレグロ・クワジ・プレスト
ト短調、4分の2拍子、三部形式。
高度な演奏技巧を要求されるスケルツォ楽章。中間部はト長調。
- 第4楽章 アレグロ・アパッショナート
ハ短調 - ハ長調、8分の6拍子、自由なソナタ形式。
展開部はJ.S.バッハのコラール「汝の御座の前に」を用いて、クライマックスが築かれる。
後にブラームスが20歳であった1853年に、この楽章を基にピアノ・ソナタ 第3番の第3楽章スケルツォが書かれた。

## 関連作品
- ピアノ三重奏曲第1番 (メンデルスゾーン)